# Tzintzimeo
Tzintzimeo är en ort i Mexiko.   Den ligger i kommunen Álvaro Obregón och delstaten Michoacán de Ocampo, i den södra delen av landet, 200 km väster om huvudstaden Mexico City. Tzintzimeo ligger 1 841 meter över havet och antalet invånare är 1 500.
Terrängen runt Tzintzimeo är en högslätt. Runt Tzintzimeo är det ganska tätbefolkat, med 78 invånare per kvadratkilometer. Närmaste större samhälle är Queréndaro, 3,3 km öster om Tzintzimeo. Trakten runt Tzintzimeo består till största delen av jordbruksmark.